# Kevin Tod Haug
Kevin Tod Haug (Newport Beach, 27 dicembre 1956) è un effettista statunitense.

## Biografia
Ha cominciato a lavorare nell'ambito degli effetti speciali alla fine degli anni settanta, per poi interessarsi nel decennio seguente ai nascenti campi della computer grafica e del digitale.
Dopo aver lavorato per la produttrice Ceán Chaffin agli effetti speciali di spot pubblicitari e due videoclip diretti da Mark Romanek per popstar come Madonna e Michael Jackson nel corso degli anni novanta, è stato presentato da quest'ultima al suo marito e collaboratore, il regista David Fincher. Ha esordito dunque come supervisore agli effetti visivi nel 1997, lavorando a The Game - Nessuna regola di Fincher, che l'avrebbe poi voluto per i suoi film successivi, Fight Club (1999) e Panic Room (2002), dove Haug ha lavorato per integrare la computer grafica a riprese reali per creare diverse panoramiche "impossibili", soprattutto in Panic Room, ambientato interamente all'interno di un appartamento. Ha definito Fincher come «un vero genio del male» con cui il «lavoro [di supervisore degli effetti speciali] consiste nel far sì che ciò che c'è dentro la sua testa finisca nel film». Nello stesso periodo, Haug ha supervisionato gli effetti visivi di film di grande impatto visivo come The Cell di Tarsem Singh.
Supervisionati gli effetti visivi più classici di Neverland - Un sogno per la vita (2004), ha abbandonato il ruolo di supervisione per la qualifica di visual effects designer, paragonandola al lavoro di uno scenografo, assunto già durante la pre-produzione anziché agire «solo» da intermediario tra il regista e le aziende di effetti speciali.
In questa capacità, è diventato frequente collaboratore del regista Marc Forster, curando gli effetti visivi di suoi film come Il cacciatore di aquiloni e Vero come la finzione, di cui ha progettato assieme a Forster come prima cosa la sequenza iniziale dello zoom dallo spazio fino all'appartamento del protagonista, che ha finito però per essere l'ultimo effetto visivo ad essere realizzato a causa dei numerosi cambiamenti in corso d'opera. Nel 2009, Haug è stato candidato al BAFTA ai migliori effetti speciali con Chris Corbould per Quantum of Solace.

## Filmografia

### Supervisore agli effetti visivi

#### Cinema
- The Game - Nessuna regola (The Game), regia di David Fincher (1997)
- Fight Club, regia di David Fincher (1999)
- The Cell - La cellula (The Cell), regia di Tarsem Singh (2000)
- Panic Room, regia di David Fincher (2002)
- Il cacciatore di aquiloni (The Kite Runner), regia di Marc Forster (2007)
- The Twilight Saga: Eclipse, regia di David Slade (2010)

#### Televisione
- Gli acchiappamostri (Eerie, Indiana) – serie TV, 12 episodi (1991-1992)
- Viaggio nel mondo che non c'è (A Wrinkle in Time), regia di John Kent Harrison – film TV (2003)

#### Videoclip
- Bedtime Stories – Madonna (1994)
- Scream – Michael Jackson, feat. Janet Jackson (1999)

### Visual effects designer

#### Cinema
- Neverland - Un sogno per la vita (Finding Neverland), regia di Marc Forster (2004)
- Stay - Nel labirinto della mente (Stay), regia di Marc Forster (2005)
- Vero come la finzione (Stranger than Fiction), regia di Marc Forster (2006)
- Mr. Magorium e la bottega delle meraviglie (Mr. Magorium's Wonder Emporium), regia di Zach Helm (2007)
- Quantum of Solace, regia di Marc Forster (2008)
- Machine Gun Preacher, regia di Marc Forster (2011)
- This Way to Egress, episodio di Nightmare Cinema, regia di David Slade (2018)
- Comandante, regia di Edoardo De Angelis (2023)

#### Televisione
- American Gods – serie TV, 8 episodi (2017)
- Nightflyers – serie TV, episodio 1x09 (2018)
- Pronti a tutto (Barkskins) – miniserie TV, 3 puntate (2020)

## Riconoscimenti
- Premio BAFTA
  - 2009 - Candidatura ai migliori effetti speciali per Quantum of Solace
- Premio Emmy
  - 2017 - Candidatura ai migliori effetti visivi per American Gods
- David di Donatello
  - 2024 - Candidatura ai migliori effetti speciali e visivi per Comandante
- Phoenix Film Critics Society
  - 2001 - Candidatura ai migliori effetti speciali per The Cell - La cellula
- Satellite Award
  - 2008 - Candidatura ai migliori effetti visivi per Quantum of Solace
- MTV Video Music Award
  - 1995 - Candidatura ai migliori effetti speciali in un videoclip per Scream